# Kimberly Moreira
Kimberly Moreira Rojas (* 24. September 1986) ist eine costa-ricanische Fußballschiedsrichterassistentin.
Seit 2010 steht Moreira auf der Liste der FIFA-Schiedsrichter und leitet internationale Fußballpartien.
Bei der Weltmeisterschaft 2015 in Kanada leitete Moreira im Schiedsrichtergespann von Lucila Venegas ein Spiel in der Gruppenphase. Zudem war sie Schiedsrichterassistentin bei der U-20-Weltmeisterschaft 2012 in Japan, bei der U-17-Weltmeisterschaft 2014 in Costa Rica, bei der U-20-Weltmeisterschaft 2016 in Papua-Neuguinea, beim Algarve-Cup 2017 sowie bei diversen Qualifikations- und Freundschaftsspielen.